# Dendrosoter scaber
Dendrosoter scaber är en stekelart som beskrevs av Muesebeck 1938. Dendrosoter scaber ingår i släktet Dendrosoter och familjen bracksteklar. Inga underarter finns listade i Catalogue of Life.